# Herrmannsacker
Herrmannsacker är en ortsteil i kommunen Harztor i Landkreis Nordhausen i förbundslandet Thüringen i Tyskland. Herrmannsacker var en kommun fram till 6 juli 2018 när den uppgick i Harztor. Kommunen Herrmannsacker hade 344 invånare 2018.